# Municipio de Oldfield
El municipio de Oldfield (en inglés: Oldfield Township) es un municipio ubicado en el condado de Christian en el estado estadounidense de Misuri. En el año 2010 tenía una población de 514 habitantes y una densidad poblacional de 13,35 personas por km².

## Geografía
El municipio de Oldfield se encuentra ubicado en las coordenadas 36°58′9″N 93°1′17″O / 36.96917, -93.02139. Según la Oficina del Censo de los Estados Unidos, el municipio tiene una superficie total de 38.51 km², de la cual 38,45 km² corresponden a tierra firme y (0,15 %) 0,06 km² es agua.

## Demografía
Según el censo de 2010, había 514 personas residiendo en el municipio de Oldfield. La densidad de población era de 13,35 hab./km². De los 514 habitantes, el municipio de Oldfield estaba compuesto por el 98,64 % blancos, el 0,19 % eran afroamericanos y el 1,17 % eran de una mezcla de razas. Del total de la población el 0,19 % eran hispanos o latinos de cualquier raza.